# Салман ибн Абдул-Азиз Аль Сауд
Салма́н ибн Абду́л-Ази́з ибн Абдуррахма́н А́ль Сау́д (араб. سلمان بن عبد العزيز بن عبد الرحمن آل سعود‎; род. 31 декабря 1935[…], Эр-Рияд, Саудовская Аравия) — король Саудовской Аравии и верховный главнокомандующий Вооружёнными силами Саудовской Аравии с 23 января 2015 года. Премьер-министр Саудовской Аравии с 23 января 2015 по 27 сентября 2022 года, наследный принц Саудовской Аравии с 18 июня 2012 года по 23 января 2015 года. Стал королём после смерти своего единокровного брата короля Абдаллы. Министр обороны Саудовской Аравии (2011—2015). Губернатор провинции Эр-Рияда (1963—2011), ранее также был в этой должности (1955—1960). Заместитель губернатора провинции Эр-Рияд (1954—1955).
Старший сын среди ныне живущих сыновей короля Абдул-Азиза.
С 8 сентября 2022 года после смерти королевы Великобритании Елизаветы II стал старейшим монархом в мире.

## Биография

### Ранние годы

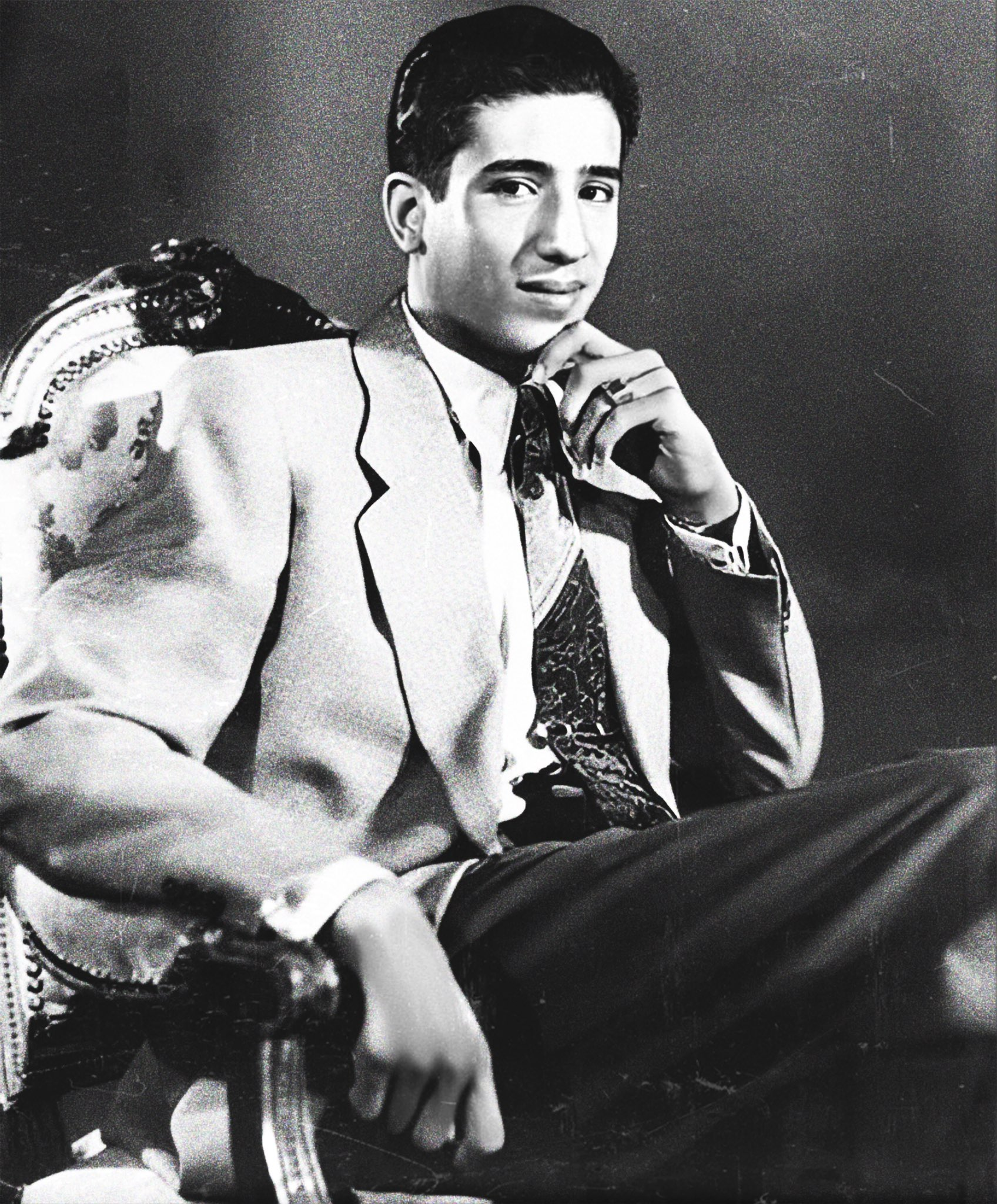
Салман в молодости

Родился 31 декабря 1935 года в Эр-Рияде (Саудовская Аравия), став 25-м сыном короля Абдул-Азиза Аль Сауда от Хассы бинт Ахмед ас-Судайри. Вместе с шестью братьями он образовал так называемую «Семёрку Судайри».
У него было шесть братьев и четыре сестры. Его братья: король Фахд (1921—2005), принц Султан (1930—2011), принц Абдуррахман (1931—2017), принц Наиф (1933—2012), принц Турки (1934—2016) и принц Ахмед (род. 1942), а сёстры: Лулува (ум. 2008), Латифа (ум. 2024), Аль-Джаухара (ум. 2023) и Джавахир (ум. 2015).
Воспитывался во дворце Мурабба. Начальное образование получил в школе принцев в Эр-Рияде, которая была учреждена королём Абдул-Азизом для своих детей. Изучал религию и современную науку.
Когда ему было 18 лет, его отец назначил его своим представителем и губернатором провинции Эр-Рияд в марте 1953 года.
Позже, в апреле 1955 года, король Сауд назначил его губернатором Эр-Рияда в чине министра. Ушёл в отставку с этой должности в декабре 1960 года.
Вступил в качестве добровольца в египетскую армию во время совместной агрессии Великобритании, Франции и Израиля против Египта (Суэцкий кризис) в 1956 году.

### Образование
Получил начальное образование в школе принцев в Эр-Рияде, где изучал религию и современную науку. Будучи в 10-летнем возрасте, выучил наизусть Священный Коран под руководством имама и проповедника мекканской мечети аль-Харам — Абдуллы Хайята. С детства проявлял интерес к науке. Позднее был удостоен многих почетных степеней и престижных международных премий, в том числе:
- Почётный доктор Исламского университета (Медина, Саудовская Аравия)[12].
- Почётный доктор Университета Умм аль-Кура (Мекка, Саудовская Аравия)[12].
- Почётный доктор Национального Исламского университета (Дели, Индия). Данная почетная степень была присвоена за благотворительную деятельность и поддержку образования в качестве выдающегося государственного деятеля на мировой арене[12].
- Почётный доктор юридических наук Университета «Васеда» (Япония)[12].
- Медаль «Кент» Берлинско-Бранденбургской Академии технологии и гуманитарных наук (Германия)[12].
- Почётный доктор политологии Международного Исламского университета (Малайзия)[13]
- Почетный доктор МГИМО МИД России[14].

### Губернатор Эр-Рияда
В феврале 1963 года был назначен губернатором провинции Эр-Рияд. Он пробыл в этой должности 48 лет, с 1963 по 2011 год. Как губернатор, внёс вклад в превращение Эр-Рияда из среднего города в крупный мегаполис, занимался привлечением туристов и инвестиций в страну. Поддерживал геополитические и экономические отношения с Западом.
Во время губернаторства его советниками были молодые высококвалифицированные технократы, набранные из Университета короля Сауда. Из своего дворца в Эр-Рияде, в котором он родился и вырос, он руководил Эр-Риядом в качестве губернатора провинции.
Этот пост он занимал более пятидесяти лет, блестяще управляя процессом превращения Эр-Рияда из среднего городка, в котором проживало около 200 тысяч человек, в одну из самых быстро развивающихся столиц мира с населением более 5-и миллионов человек.
Этот период сопровождался сложными вызовами, которые обычно возникают в процессе любого развития. Однако он демонстрировал свои высокие способности, проявляя инициативы и добиваясь успехов. В настоящее время Эр-Рияд стал богатейшим городом в данном районе и региональным торговым и транспортным центром. Эр-Рияд при нём стал свидетелем реализации больших проектов по развитию инфраструктуры — современных скоростных магистралей, школ, больниц, университетов, музеев, спортивных площадок и стадионов.

### Другие посты
Наряду с должностью губернатора Эр-Рияда также занимал ряд важных постов в Саудовской Аравии, наиболее значимые из которых:
- Председатель высшей комиссии по развитию Эр-Рияда.
- Председатель высшего исполкома развития Диръия.
- Председатель попечительского совета национальной библиотеки им. Короля Фахда.
- Председатель совета директоров Дома Короля Абдул-Азиза.
- Генеральный секретарь Исламской организации Короля Абдул-Азиза.
- Почётный председатель Общественного центра им. Короля Салмана.
- Председатель совета директоров Эр-Риядской благотворительной организации по наукам при частном Университете принца Султана и научном оазисе принца Салмана.
- Почётный президент совета директоров Комитета друзей больных в Эр-Рияде.
- Почётный президент попечительского совета благотворительной организации им. Абдул-Азиза ибн База.
- Председатель совета директоров общества принца Салмана по предоставлению благотворительного жилья.
- Председатель совета директоров благотворительного общества по заботе о сиротах в Эр-Рияде[12].

### Общества и комитеты, осуществлявшие свою деятельность за рубежом под его руководством
- Председатель Комитета по сбору пожертвований в пользу пострадавших в 1956 году в египетском городе Суэц во время тройственной агрессии со стороны Израиля, Великобритании и Франции.
- Председатель главного комитета по сбору пожертвований в пользу пострадавших в Алжире в 1956 г.
- Председатель народного комитета по оказанию помощи семьям погибших в Иордании в 1976 году.
- Председатель народного комитета по оказанию помощи палестинскому народу.
- Председатель народного комитета по оказанию помощи пострадавшим в 1973 году в Пакистане.
- Председатель народного комитета по экономической и военной поддержке Египта в 1973 году в войне против Израиля.
- Председатель народного комитета по экономической и военной поддержке Сирии в 1973 году в войне против Израиля.
- Председатель местного комитета по оказанию помощи пострадавшим от наводнения в Судане в 1988 году.
- Председатель местного комитета по оказанию помощи кувейтским беженцам после вторжения иракских войск в Кувейт в 1990 году.
- Председатель комитета по сбору пожертвований для оказания помощи пострадавшим от наводнения в Бангладеш в 1991 году.
- Председатель высшего комитета по сбору средств для оказания помощи мусульманам Боснии и Герцеговины в 1992 году.
- Председатель выставки «Королевство: вчера и сегодня», прошедшей в арабских, европейских странах и США в период с 1985 по 1992 года.
- Председатель высшего комитета по сбору средств для поддержки палестинской Интифады в 2000 году[12].

### Министр обороны
В ноябре 2011 года был назначен министром обороны. Он заменил на этом посту своего умершего брата, наследного принца Султана, а губернатором Эр-Рияда был назначен принц Саттам. Он также вошёл в состав Совета национальной безопасности. В апреле 2012 года посетил Соединённые Штаты и Великобританию, где встретился с президентом США Бараком Обамой и премьер-министром Великобритании Дэвидом Кэмероном.

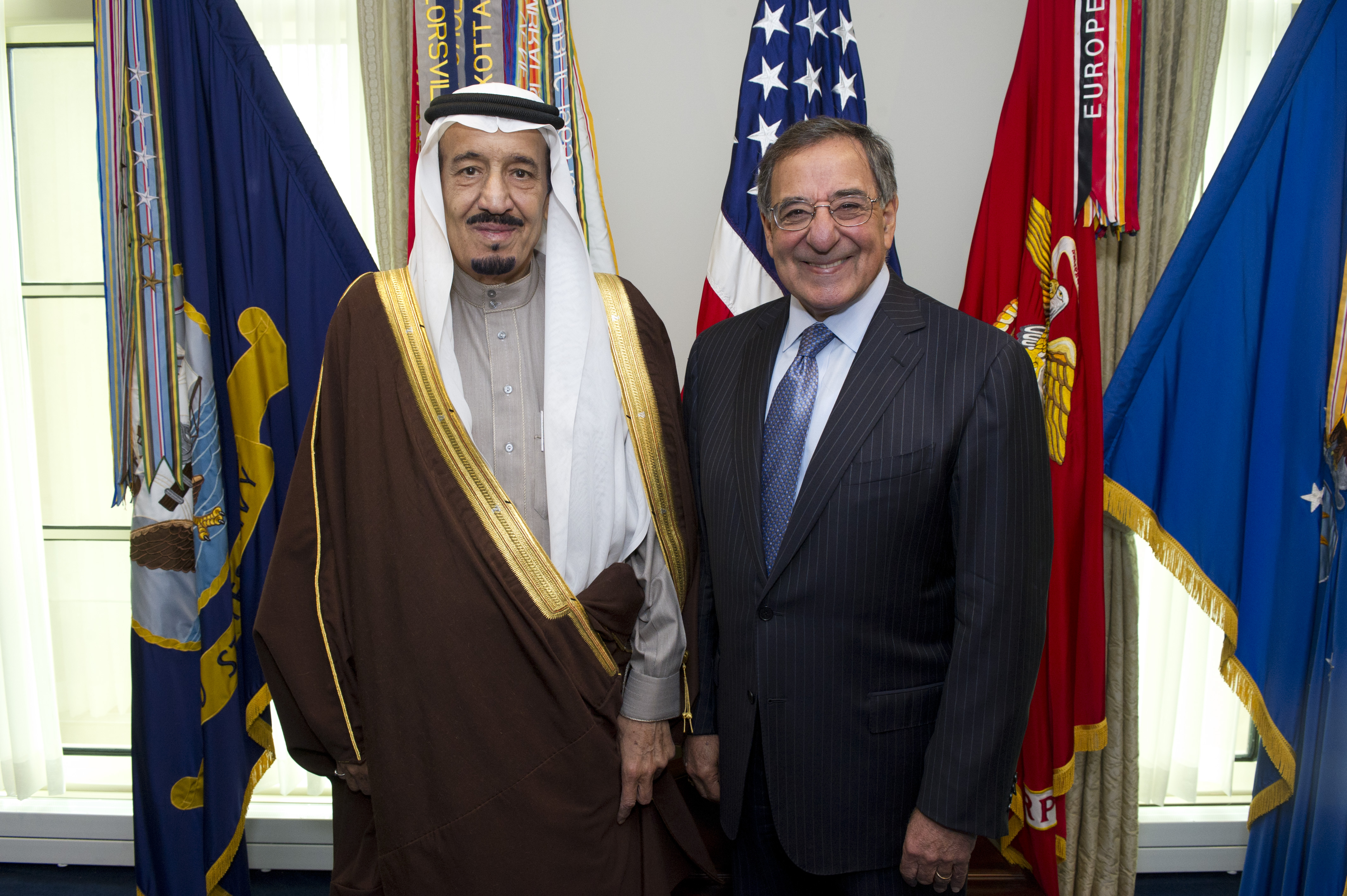
Принц Салман с министром обороны США Леоном Панеттой в Пентагоне, апрель 2012 года

Газета Al Akhbar утверждала, что его назначение произошло благодаря его способностям к примирению и дипломатическим талантам, его принадлежности к среднему поколению (что позволяло ему выступать посредником между отцами и сыновьями в королевской семье) и его широким знакомствам в арабском мире и международной сфере (заведённым во время пребывания на посту губернатора).
Вскоре после смерти своего брата, наследного принца Наифа, в июне 2012 года был назначен наследным принцем Саудовской Аравии, а также заместителем премьер-министра. Агентство «Рейтер» расценило его назначение как сигнал того, что осторожные реформы короля Абдаллы, скорее всего, продолжатся. Саудовские реформисты заявили, что принц Салман примет более дипломатический подход к представителям оппозиции, в отличие от других членов королевской семьи, но он не может считаться политическим реформатором. Они также заявили, что, как и король Абдалла, Салман будет главным образом уделять внимание улучшению экономической ситуации, а не политическим переменам.

### Король и Служитель Двух Святынь
Будучи наследным принцем Саудовской Аравии, стал Служителем Двух Святынь и королём Саудовской Аравии 23 января 2015 года, сразу же после смерти своего единокровного брата, короля Абдаллы. Одновременно с этим другой его единокровный брат, Мукрин, стал наследным принцем и заместителем премьер-министра. Заместителем наследного принца и вторым в линии наследования саудовского престола был назначен племянник Салмана — Мухаммед ибн Наиф.
В честь своего пришествия к власти, он распорядился о вознаграждении государственных служащих, пенсионеров и учащихся в размере двухмесячной выплаты, прощении 500 тысяч гражданских заключенных и денежных штрафов до 133 тысяч долларов США. Кроме того, были аннулированы приговоры о выдворении иностранных заключенных из страны, с последующим запретом на въезд в королевство, выделено 20 миллиардов долларов США на строительство новых сооружений по обеспечению населения электричеством и питьевой водой. Была также оказана материальная помощь футбольным клубам суперлиги чемпионата Саудовской Аравии, литературным клубам, благотворительным фондам и профсоюзам.
Начало его правления ознаменовалось резким ростом числа смертных казней преступников в стране: за период с 26 января по 16 июня 2015 года казнены 90 осужденных (для сравнения, при прежнем короле за весь 2014 год в исполнение приведено 87 смертных приговоров). Казнь в начале 2016 года шиитского лидера Нимр ан-Нимра привела к разрыву ирано-саудовских отношений. При новом короле продолжились расправы с оппозиционерами. Например, в 2015 году апелляционный суд подтвердил вынесенный при короле Абдалле приговор Али Мухаммаду аль-Нимру за участие в демонстрации в 2012 году. От смертной казни не застрахованы даже родственники короля. Например, в 2016 году был казнен один из принцев за совершенное тремя годами ранее убийство человека в драке.

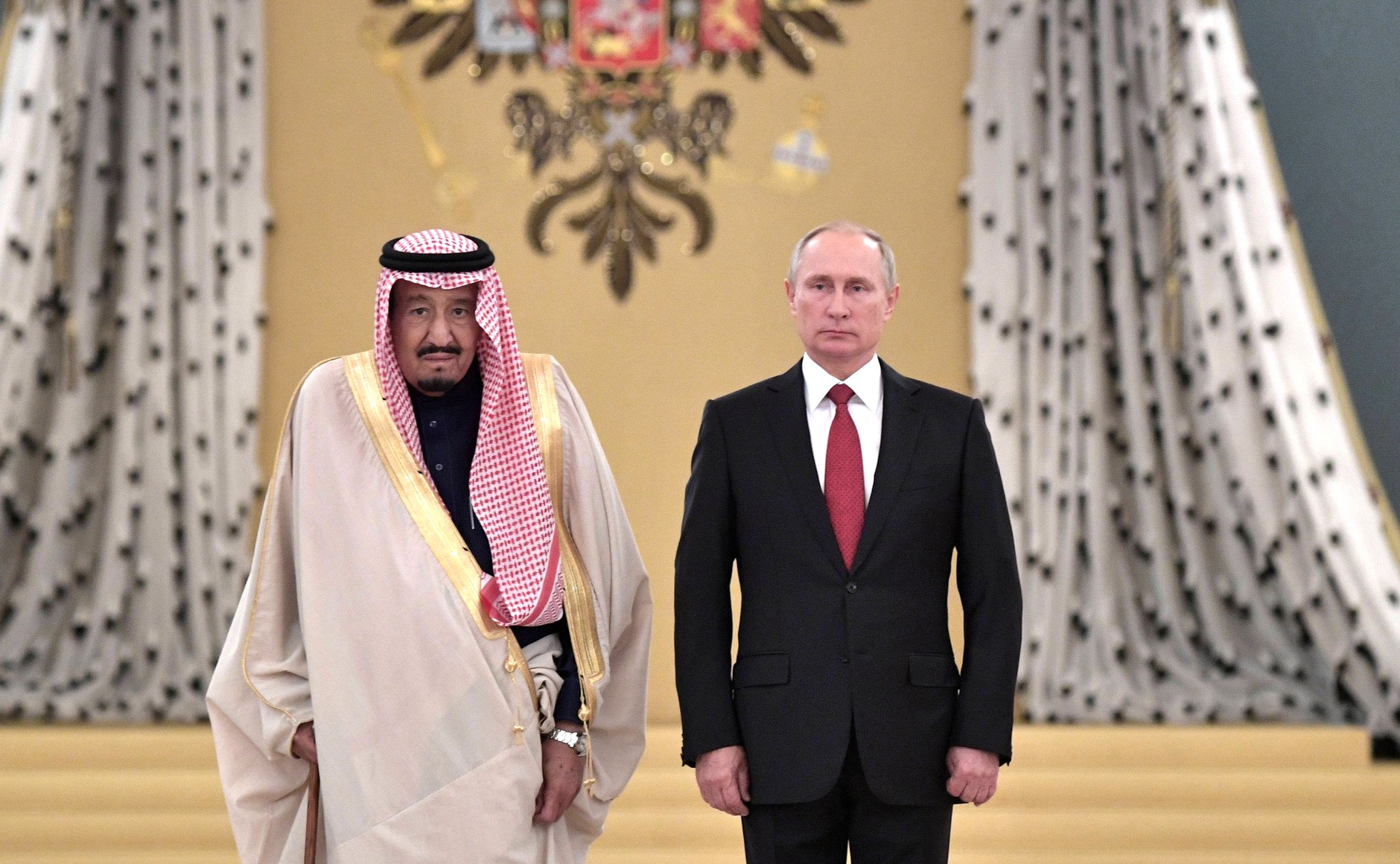
Президент России Владимир Путин с королём Саудовской Аравии Салманом ибн Абдул-Азизом Аль Саудом. Москва, Кремль, 5 октября 2017 года

С другой стороны, он сделал шаг по углублению интеграции королевства в международное сообщество — в 2015 году Саудовская Аравия присоединилась к Конвенции о привилегиях и иммунитетах ООН. Также при нём возросло политическое значение Консультативного совета. В сформированном в феврале 2015 года правительстве Саудовской Аравии все министерские посты (кроме министров обороны и внутренних дел) получили члены Совета. В апреле 2016 года стало известно, что согласно новому закону шариатская гвардия лишена права задерживать подозреваемых, а должна лишь сообщать о них обычным полицейским.
При нём изменилось правовое положение женщин в стране. 26 сентября 2017 года, он указом разрешил женщинам водить автомобиль. До этого с 1957 года женщины были лишены такого права.
Возглавил арабо-исламо-американский саммит, прошедший 20—21 мая 2017 года, в котором приняли участие главы 55 государств. В ходе него Президент США Дональд Трамп, Король Салман и президент Египта Абдул-Фаттах Ас-Сиси открыли «Глобальный центр по борьбе с экстремистской идеологией».
В октябре 2017 года первым из королей Саудовской Аравии посетил Российскую Федерацию с государственным визитом. Он выразил благодарность Президенту Российской Федерации — Владимиру Путину, за гостеприимный прием и сказал: «Мы рады тому, что находимся в вашей дружественной стране, и надеемся на упрочение отношений между нашими странами, что послужит миру, безопасности, стабильности и росту экономики в мире». В ходе встречи прошло обсуждение двусторонних отношений, путей их упрочения и развития во всех сферах, а также проблем в регионе и мире.
Подарил Владимиру Путину картину с арабским орнаментом, в ходе визита Президента Российской Федерации в Саудовскую Аравию. В ответ получил от Президента РФ Владимира Путина камчатского кречета.
В конце декабря 2019 года британская газета Financial Times включила Салмана в опубликованный ей список из 50 человек, «определивших облик десятилетия».
При его правлении Саудовская Аравия впервые начала выдавать туристические визы.
Возглавляет заседание Совета министров Саудовской Аравии.
Является председателем Совета сотрудничества арабских государств Персидского залива.
В 2020 году стал председателем Большой двадцатки. Созвал 26 марта 2020 года чрезвычайный саммит «Большой двадцатки» в режиме онлайн по Пандемии COVID-19.
27 января 2022 года король подписал указ о Дне основания государства — государственном празднике, который будет ежегодно отмечаться 22 февраля. Этот день был объявлен в королевстве выходным днём. 22 февраля прошёл первый праздник; в городах были праздничные мероприятия, включая театральные и музыкальные постановки.

### Благотворительная деятельность
Известен своей широкой благотворительной деятельностью. Он руководит научно-исследовательским институтом принца Салмана по вопросам инвалидности. Он также является Почётным президентом благотворительного общества Принца Фахда ибн Салмана по оказанию помощи пациентам с почечной недостаточностью, а также Почётным президентом саудовского центра по трансплантации органов.
С 1956 года он возглавлял многие гуманитарные и служебные комиссии по вопросам оказания помощи пострадавшим от войн или стихийных бедствий во многих странах мира. За этот вклад служитель двух святынь был награждён орденами, медалями и наградами многих стран, в том числе Бахрейна, Боснии и Герцеговины, Франции, Марокко, Палестины, Филиппин, Сенегала, ООН и Йемена.
Основал Центр спасения и гуманитарной деятельности им. короля Салмана (ЦСГД), осуществляющий благотворительную деятельность по всему миру.
Приказал центру короля Салмана по спасению и гуманитарной деятельности выделить сумму 15 миллионов долларов для помощи беженцам Рохинджа, сбежавшим из Мьянмы из-за геноцида и пыток.
Предоставил Всемирной организации здравоохранения 500 миллионов долларов на борьбу с новым коронавирусом (COVID-19).
Он распорядился предоставить бесплатное лечение от коронавируса (Пандемии COVID-19) всем гражданам, резидентам и нарушителям миграционного законодательства во всех медицинских учреждениях.

### Личная жизнь
Был женат три раза.
- Первая жена — Султана бинт Турки ас-Судайри[51]. Скончалась в возрасте 71 года, в конце июля 2011 года[52]. Была дочерью его дяди по материнской линии — Турки ибн Ахмеда ас-Судайри[52], который был одним из бывших губернаторов провинции Асир[53]. Его дети от этого брака: Фахд (1955—2001), Султан (род. 1956), Ахмед (1958—2002), Абдул-Азиз (род. 1960), Фейсал (род. 1970) и Хасса (род. 1974)[54].
- Вторая жена — Сара бинт Фейсал ас-Субайи, дети от этого брака: Сауд (род. 1986).
- Третья жена — Фахда бинт Фалах Аль Хислаян, дети от этого брака: Мухаммед (род. 1985), Турки (род. 1987), Халид (род. 1988), Наиф (род. 1990), Бандар (род. 1995) и Ракан (род. 1997)[55].

Его старший сын от первого брака, Фахд, умер от сердечной недостаточности в 47 лет в июле 2001 года. Другой сын, Ахмед, умер после сердечного приступа в июле 2002 года в 43 года.
Его второй сын, Султан, стал первым лицом королевской крови, первым арабом и первым мусульманином, который полетел в космос. Абдул-Азиз, ещё один его сын, министр энергетики с 2019 года. Фейсал был губернатором провинции Медина с 2013 по 2023 год. Один из его младших сыновей, Мухаммед, был его личным советником в министерстве обороны. В июне 2017 года он был провозглашён наследным принцем, с 2015 по 2022 год был министром обороны, с 27 сентября 2022 года является премьер-министром страны. Турки в феврале 2013 года стал председателем компании Saudi Research and Marketing Group, заменив своего старшего брата Фейсала.
Его сын Сауд, бизнесмен в области торговли телефонами и микрокомпьютерами. Другой сын, Халид, был послом Саудовской Аравии в США с 23 апреля 2017 по 23 февраля 2019 год, с 23 февраля 2019 по 27 сентября 2022 года был заместителем министра обороны. С 27 сентября 2022 года Халид стал министром обороны Саудовской Аравии.

### Состояние здоровья
В августе 2010 года ему сделали в США операцию на позвоночнике. Он пережил инсульт, и несмотря на физиотерапию его левая рука работает хуже правой. После его назначения наследным принцем различные аналитики, в том числе Саймон Хендерсон, утверждали, что он страдает деменцией. Кроме того, полагают, что он страдает от болезни Альцгеймера.
В июле 2020 года его госпитализировали и сделали операцию по удалению желчного пузыря из-за холецистита, позднее его выписали из больницы.
В марте 2022 года перенёс госпитализацию, была произведена замена батареи кардиостимулятора, позже он был выписан из больницы. В мае того же года он был вновь госпитализирован для медицинского осмотра; ему была проведена колоноскопия.
В мае 2024 года король Салман был госпитализирован с лёгочной инфекцией в больницу Аль-Салам в Джидде. Королю был назначен курс лечения из антибиотиков, который должен продолжаться до тех пор, пока не пройдет заболевание. В октябре 2024 года госагентство SPA объявило, что 88-летний король пройдёт медицинское обследование из-за воспаления легких.

## Факты
- Один из старейших глав государств и правительств в современном мире.
- С 8 сентября 2022 года является самым пожилым монархом в мире.

## Увлечения
Предпочитает проводить свой отпуск в Марокко, в частности, в городе Танжер.
Под его покровительством проходят ежегодные конные скачки на «Кубок Саудовской Аравии». Проводит ежегодный фестиваль верблюдов им. короля Абдул-Азиза. Ежегодно открывает фестиваль национального наследия и культуры.

## Предки
| \| \| \| \| \| \| \| \| \| \| \| \| \| \| \| \| \| \| \| \| 16. Турки ибн Абдуллах \| \| \| \| \| \| \| \| \| \| \| \| \| \| \| \| \| \| \| \| \| \| \| \| \| \| \| \| \| \| \| \| \| \| \| \| \| \| \| \| \| \| \| \| \| \| \| \| \| \| \| \| \| \| 8.Фейсал ибн Турки \| \| \| \| \| \| \| \| \| \| \| \| \| \| \| \| \| \| \| \| \| \| \| \| \| \| \| \| \| \| \| \| \| \| \| \| \| \| \| \| \| \| \| \| \| \| \| \| \| \| \| \| \| \| 4. Абдуррахман ибн Фейсал Аль Сауд \| \| \| \| \| \| \| \| \| \| \| \| \| \| \| \| \| \| \| \| \| \| \| \| \| \| \| \| \| \| \| \| \| \| \| \| \| \| \| \| \| \| \| \| \| \| \| \| \| \| \| \| \| \| 2. Абдул-Азиз ибн Абдуррахман \| \| \| \| \| \| \| \| \| \| \| \| \| \| \| \| \| \| \| \| \| \| \| \| \| \| \| \| \| \| \| \| \| \| \| \| \| \| \| \| \| \| \| \| \| \| \| \| \| \| \| \| \| \| 5. Сарах \| \| \| \| \| \| \| \| \| \| \| \| \| \| \| \| \| \| \| \| \| \| \| \| \| \| \| \| \| \| \| \| \| \| \| \| \| \| \| \| \| \| \| \| \| \| \| \| \| \| \| \| \| \| 1. Салман ибн Абдул-Азиз Аль Сауд \| \| \| \| \| \| \| \| \| \| \| \| \| \| \| \| \| \| \| \| \| \| \| \| \| \| \| \| \| \| \| \| \| \| \| \| \| \| \| \| \| \| \| \| \| \| \| \| \| \| \| \| \| \| 24. Ахмед I ибн Мухаммад ас-Судайри \| \| \| \| \| \| \| \| \| \| \| \| \| \| \| \| \| \| \| \| \| \| \| \| \| \| \| \| \| \| \| \| \| \| \| \| \| \| \| \| \| \| \| \| \| \| \| \| \| \| \| \| \| \| 12. Мухаммад ибн Ахмед ас-Судайри \| \| \| \| \| \| \| \| \| \| \| \| \| \| \| \| \| \| \| \| \| \| \| \| \| \| \| \| \| \| \| \| \| \| \| \| \| \| \| \| \| \| \| \| \| \| \| \| \| \| \| \| \| \| 6. Ахмед II ибн Мухаммад ас-Судайри \| \| \| \| \| \| \| \| \| \| \| \| \| \| \| \| \| \| \| \| \| \| \| \| \| \| \| \| \| \| \| \| \| \| \| \| \| \| \| \| \| \| \| \| \| \| \| \| \| \| \| \| \| \| 3. Хасса бинт Ахмед ас-Судайри \| \| \| \| \| \| \| \| \| \| \| \| \| \| \| \| \| \| \| \| \| \| \| \| \| \| \| \| \| \| \| \| \| \| \| \| \| \| \| \| \| \| \| \| \| \| \| \| \| \| \| \| |                                     |  |  |  |  |  |  |  |  |  |  |  |  |  |  |  |
| |                                     |  |  |  |  |  |  |  |  |  |  |  |  |  |  |  |
| | 16. Турки ибн Абдуллах              |  |  |  |  |  |  |  |  |  |  |  |  |  |  |  |
| |                                     |  |  |  |  |  |  |  |  |  |  |  |  |  |  |  |
| |                                     |  |  |  |  |  |  |  |  |  |  |  |  |  |  |  |
| | 8.Фейсал ибн Турки                  |  |  |  |  |  |  |  |  |  |  |  |  |  |  |  |
| |                                     |  |  |  |  |  |  |  |  |  |  |  |  |  |  |  |
| |                                     |  |  |  |  |  |  |  |  |  |  |  |  |  |  |  |
| | 4. Абдуррахман ибн Фейсал Аль Сауд  |  |  |  |  |  |  |  |  |  |  |  |  |  |  |  |
| |                                     |  |  |  |  |  |  |  |  |  |  |  |  |  |  |  |
| |                                     |  |  |  |  |  |  |  |  |  |  |  |  |  |  |  |
| | 2. Абдул-Азиз ибн Абдуррахман       |  |  |  |  |  |  |  |  |  |  |  |  |  |  |  |
| |                                     |  |  |  |  |  |  |  |  |  |  |  |  |  |  |  |
| |                                     |  |  |  |  |  |  |  |  |  |  |  |  |  |  |  |
| | 5. Сарах                            |  |  |  |  |  |  |  |  |  |  |  |  |  |  |  |
| |                                     |  |  |  |  |  |  |  |  |  |  |  |  |  |  |  |
| |                                     |  |  |  |  |  |  |  |  |  |  |  |  |  |  |  |
| | 1. Салман ибн Абдул-Азиз Аль Сауд   |  |  |  |  |  |  |  |  |  |  |  |  |  |  |  |
| |                                     |  |  |  |  |  |  |  |  |  |  |  |  |  |  |  |
| |                                     |  |  |  |  |  |  |  |  |  |  |  |  |  |  |  |
| | 24. Ахмед I ибн Мухаммад ас-Судайри |  |  |  |  |  |  |  |  |  |  |  |  |  |  |  |
| |                                     |  |  |  |  |  |  |  |  |  |  |  |  |  |  |  |
| |                                     |  |  |  |  |  |  |  |  |  |  |  |  |  |  |  |
| | 12. Мухаммад ибн Ахмед ас-Судайри   |  |  |  |  |  |  |  |  |  |  |  |  |  |  |  |
| |                                     |  |  |  |  |  |  |  |  |  |  |  |  |  |  |  |
| |                                     |  |  |  |  |  |  |  |  |  |  |  |  |  |  |  |
| | 6. Ахмед II ибн Мухаммад ас-Судайри |  |  |  |  |  |  |  |  |  |  |  |  |  |  |  |
| |                                     |  |  |  |  |  |  |  |  |  |  |  |  |  |  |  |
| |                                     |  |  |  |  |  |  |  |  |  |  |  |  |  |  |  |
| | 3. Хасса бинт Ахмед ас-Судайри      |  |  |  |  |  |  |  |  |  |  |  |  |  |  |  |
| |                                     |  |  |  |  |  |  |  |  |  |  |  |  |  |  |  |
| |                                     |  |  |  |  |  |  |  |  |  |  |  |  |  |  |  |

## Награды

### Награды Саудовской Аравии
| Страна            | Дата вручения  | Награда                                                       | Награда                                                       | Литеры |
| ----------------- | -------------- | ------------------------------------------------------------- | ------------------------------------------------------------- | ------ |
| Саудовская Аравия | 23 января 2015 | Суверен ордена Великого Бадра                                 | Суверен ордена Великого Бадра                                 |        |
| Саудовская Аравия | 23 января 2015 | Суверен ордена короля Абдель-Азиза ибн Сауда                  | Суверен ордена короля Абдель-Азиза ибн Сауда                  |        |
| Саудовская Аравия | 23 января 2015 | Суверен ордена короля Файсала                                 | Суверен ордена короля Файсала                                 |        |
| Саудовская Аравия |                | Премия общества детей-инвалидов в КСА за гуманитарные заслуги | Премия общества детей-инвалидов в КСА за гуманитарные заслуги |        |

### Иностранных государств и Международных организаций
| Страна                                                       | Дата вручения   | Награда | Награда | Литеры |
| ------------------------------------------------------------ | --------------- | --- | --- | ------ |
| Испания                                                      | 15 февраля 1974 | Кавалер Большого креста ордена Гражданских заслуг | Кавалер Большого креста ордена Гражданских заслуг |        |
| Малайзия                                                     | 24 января 1982  | Великий командор ордена Защитника Королевства | Великий командор ордена Защитника Королевства | SMN    |
| Франция                                                      | 1985            | Орден Франции в честь двухтысячелетия основания Парижа | Орден Франции в честь двухтысячелетия основания Парижа |        |
| Марокко                                                      | 1989            | Орден Марокко Интеллектуальная зрелость | Орден Марокко Интеллектуальная зрелость |        |
| Сенегал                                                      | 1 июля 1999     | Кавалер Большого креста ордена Льва | Кавалер Большого креста ордена Льва |        |
| Йемен                                                        | май 2001        | Кавалер ордена Республики II класса | Кавалер ордена Республики II класса |        |
| Нигер                                                        | 10 мая 2015     | Кавалер Большого креста Национального ордена Нигера | Кавалер Большого креста Национального ордена Нигера |        |
| Джибути                                                      | октябрь 2015    | Кавалер ордена Великой Звезды Джибути | Кавалер ордена Великой Звезды Джибути |        |
| Мексика                                                      | январь 2016     | Кавалер цепи ордена Ацтекского орла | Кавалер цепи ордена Ацтекского орла |        |
| Гвинея                                                       | март 2016       | Кавалер Большой ленты Национального ордена Заслуг | Кавалер Большой ленты Национального ордена Заслуг |        |
| Египет                                                       | 6 апреля 2016   | Кавалер цепи ордена Нила | Кавалер цепи ордена Нила |        |
| Турция                                                       | 13 апреля 2016  | Кавалер ордена Турецкой Республики | Кавалер ордена Турецкой Республики |        |
| ОАЭ                                                          | 3 декабря 2016  | Кавалер ордена Заида | Кавалер ордена Заида |        |
| Бахрейн                                                      | 7 декабря 2016  | Кавалер ордена аль-Халифа 1 класса | Кавалер ордена аль-Халифа 1 класса |        |
| Кувейт                                                       | 8 декабря 2016  | Кавалер цепи ордена Мубарака Великого | Кавалер цепи ордена Мубарака Великого |        |
| Греция                                                       | 21 февраля 2017 | Орден Спасителя | Орден Спасителя |        |
| Малайзия                                                     | 26 февраля 2017 | Кавалер цепи ордена Короны Королевства | Кавалер цепи ордена Короны Королевства | DMN    |
| Индонезия                                                    | 1 марта 2017    | Кавалер ордена Звезды Индонезии 1 класса | Кавалер ордена Звезды Индонезии 1 класса |        |
| Бруней                                                       | 4 марта 2017    | Кавалер Королевского семейного ордена Короны Брунея | Кавалер Королевского семейного ордена Короны Брунея |        |
| Япония                                                       | 10 марта 2017   | Кавалер цепи Высшего ордена Хризантемы | Кавалер цепи Высшего ордена Хризантемы |        |
| Иордания                                                     | 28 марта 2017   | Кавалер цепи ордена Хусейна ибн Али | Кавалер цепи ордена Хусейна ибн Али |        |
| Сьерра-Леоне                                                 | 20 мая 2017     | Кавалер цепи ордена Республики | Кавалер цепи ордена Республики | GCRSL  |
| Украина                                                      | 30 октября 2017 | Орден князя Ярослава Мудрого I степени | Орден князя Ярослава Мудрого I степени |        |
| Тунис                                                        | 29 марта 2019   | Кавалер Большой ленты ордена Республики | Кавалер Большой ленты ордена Республики |        |
| Швеция                                                       |                 | Высшая шведская скаутская награда «Баден-Пауэлл» (вручена королём Швеции Карлом Густавом XVI). | Высшая шведская скаутская награда «Баден-Пауэлл» (вручена королём Швеции Карлом Густавом XVI). |        |
| Филиппины                                                    |                 | Орден «Сактона» (наивысшая награда Филиппин) за его заслуги в поддержке гуманитарной деятельности, оказание помощи благотворительным организациям и филиппинской рабочей силе в КСА, и за его прочную дружбу с Филиппинами.             | Орден «Сактона» (наивысшая награда Филиппин) за его заслуги в поддержке гуманитарной деятельности, оказание помощи благотворительным организациям и филиппинской рабочей силе в КСА, и за его прочную дружбу с Филиппинами.             |        |
| Палестина                                                    |                 | Медаль «Звезда ал-Кудса» за его смелость, отвагу и заслуги в помощь палестинскому народу. | Медаль «Звезда ал-Кудса» за его смелость, отвагу и заслуги в помощь палестинскому народу. |        |
| Босния и Герцеговина                                         |                 | Боснийская медаль исламской поддержки первой степени за заслуги в поддержке Ислама и мусульман Боснии и Герцеговины. | Боснийская медаль исламской поддержки первой степени за заслуги в поддержке Ислама и мусульман Боснии и Герцеговины. |        |
| Босния и Герцеговина                                         |                 | Золотая медаль Боснии и Герцеговины за заслуги в освобождении Боснии и Герцеговины. | Золотая медаль Боснии и Герцеговины за заслуги в освобождении Боснии и Герцеговины. |        |
| ООН                                                          |                 | Щит ООН за заслуги по сокращению бедности в мире. | Щит ООН за заслуги по сокращению бедности в мире. |        |
| Специальная Олимпиада                                        |                 | Награда международной специальной олимпиады стран Ближнего Востока и Северной Африки за его заслуги в оказании помощи инвалидам в Королевстве Саудовская Аравия и поощрении научно-исследовательской деятельности в сфере инвалидности. | Награда международной специальной олимпиады стран Ближнего Востока и Северной Африки за его заслуги в оказании помощи инвалидам в Королевстве Саудовская Аравия и поощрении научно-исследовательской деятельности в сфере инвалидности. |        |
| Международное движение Красного Креста и Красного Полумесяца | 1 января 2020   | Ожерелье «Абу Бакр аль Сиддик» от Арабского общества Красного Креста и Красного Полумесяца в знак признательности за его гуманитарные дипломатические усилия на региональном и международном уровнях.                                   | Ожерелье «Абу Бакр аль Сиддик» от Арабского общества Красного Креста и Красного Полумесяца в знак признательности за его гуманитарные дипломатические усилия на региональном и международном уровнях.                                   |        |
| Оман                                                         | 12 июля 2021    | Кавалер цепи ордена Аль-Саид | Кавалер цепи ордена Аль-Саид |        |
| Казахстан                                                    | Июль 2022       | Кавалер ордена Золотого орла | Кавалер ордена Золотого орла |        |
| Узбекистан                                                   | Август 2022     | Кавалер ордена «Олий даражали Имом Бухорий» | Кавалер ордена «Олий даражали Имом Бухорий» |        |